# Paris Basket Racing
Paris Basket Racing war ein Pariser Basketballverein, der in der LNB Pro A spielte. Der 1922 gegründete Verein war ein Teil des Racing Club de France, trägt seinen Namen jedoch erst seit dem Jahr 2000. Sie trugen ihre Heimspiele im Stade Pierre de Coubertin aus. 2007 fusionierte das Team mit Paris-Levallois Basket und spielt unter diesem Namen weiterhin in der Pro A.

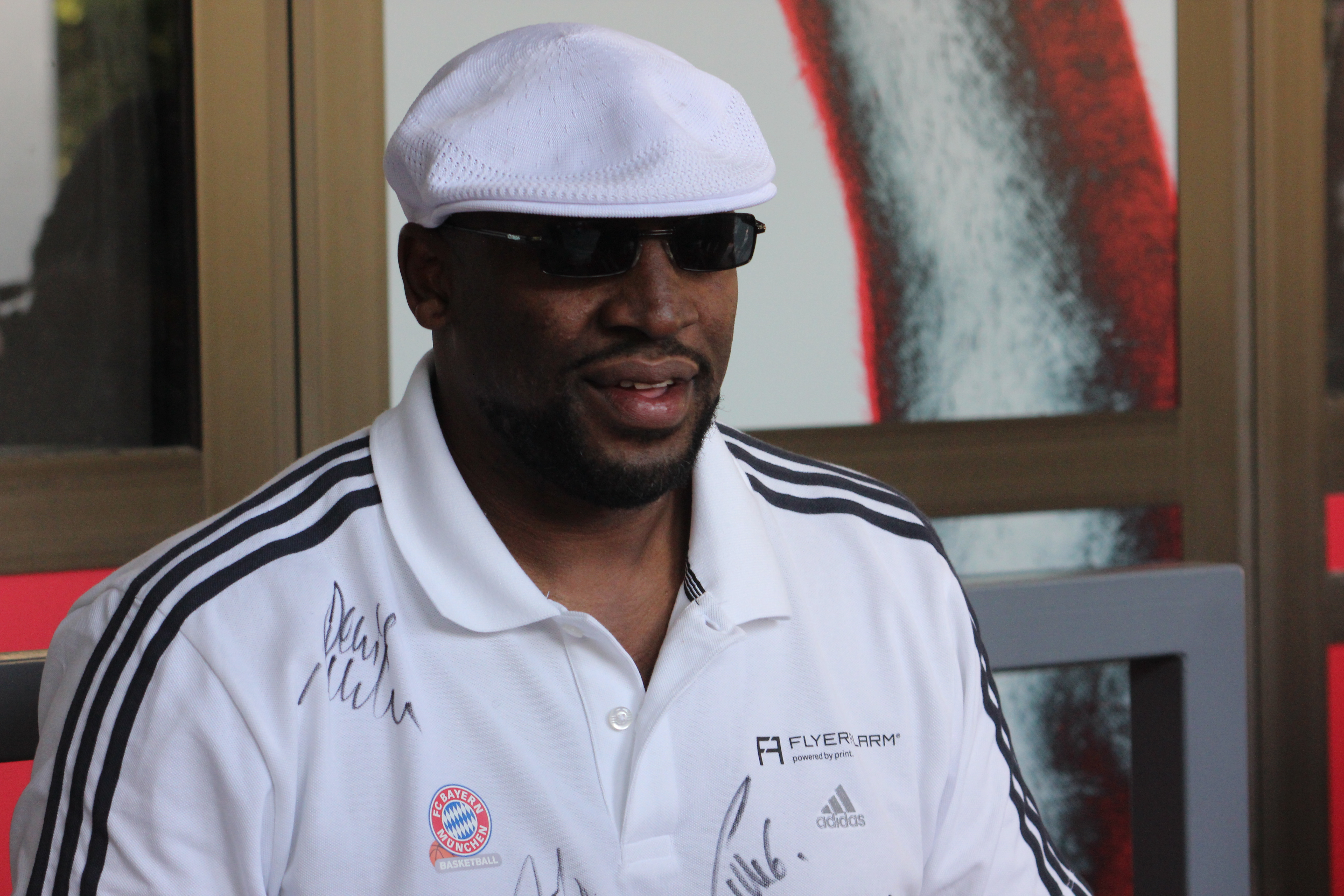
Darius Hall

## Ehemalige Spieler

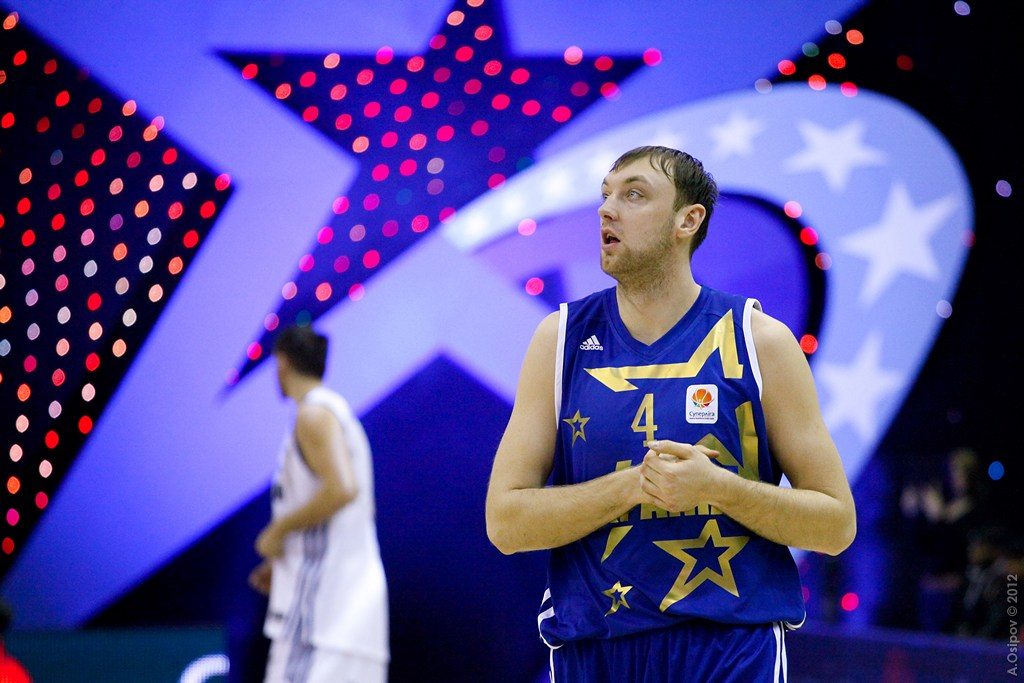
Oleksiy Pecherov

| Neno Ašćerić     | Jean-Luc Deganis | Torbjörn Gehrke      | Cyril Julian       | J. R. Reid        | Boris Rothbart  | Marc Seylan         |
| Gregor Beugnot   | Makan Dioumassi  | Darius Hall          | Pete Lisicky       | Norman Richardson | Delaney Rudd    | Éric Struelens      |
| Rudy Bourgarel   | Frédéric Forte   | Clint-Cotis Harrison | TJ Parker          | Slaven Rimac      | Robert Šarović  | Mindaugas Timinskas |
| Félix Courtinard | Thierry Gadou    | Frédéric Hufnagel    | Oleksij Petscherow | Stéphane Risacher | Laurent Sciarra | Mirsad Türkcan      |

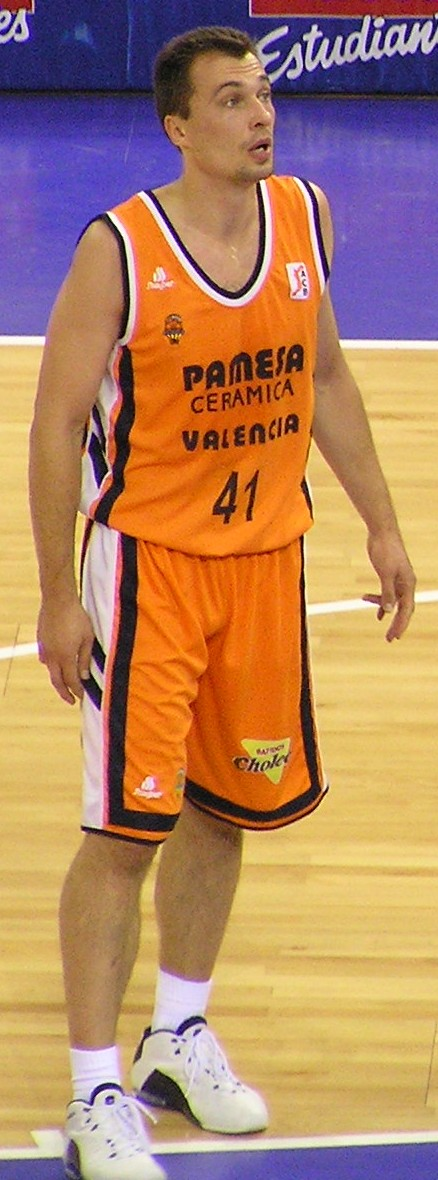
Mindaugas Timinskas
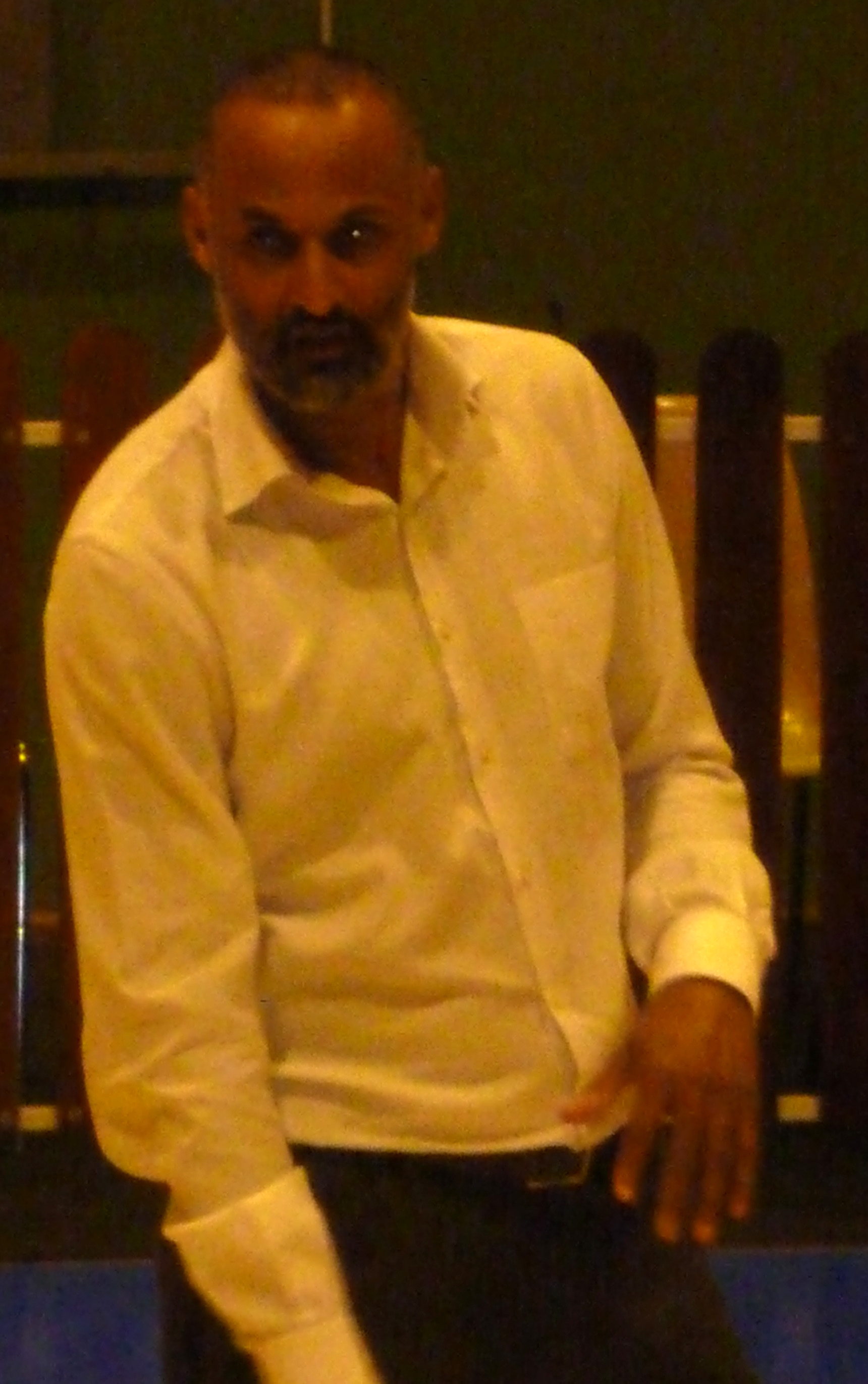
Stephane Risacher
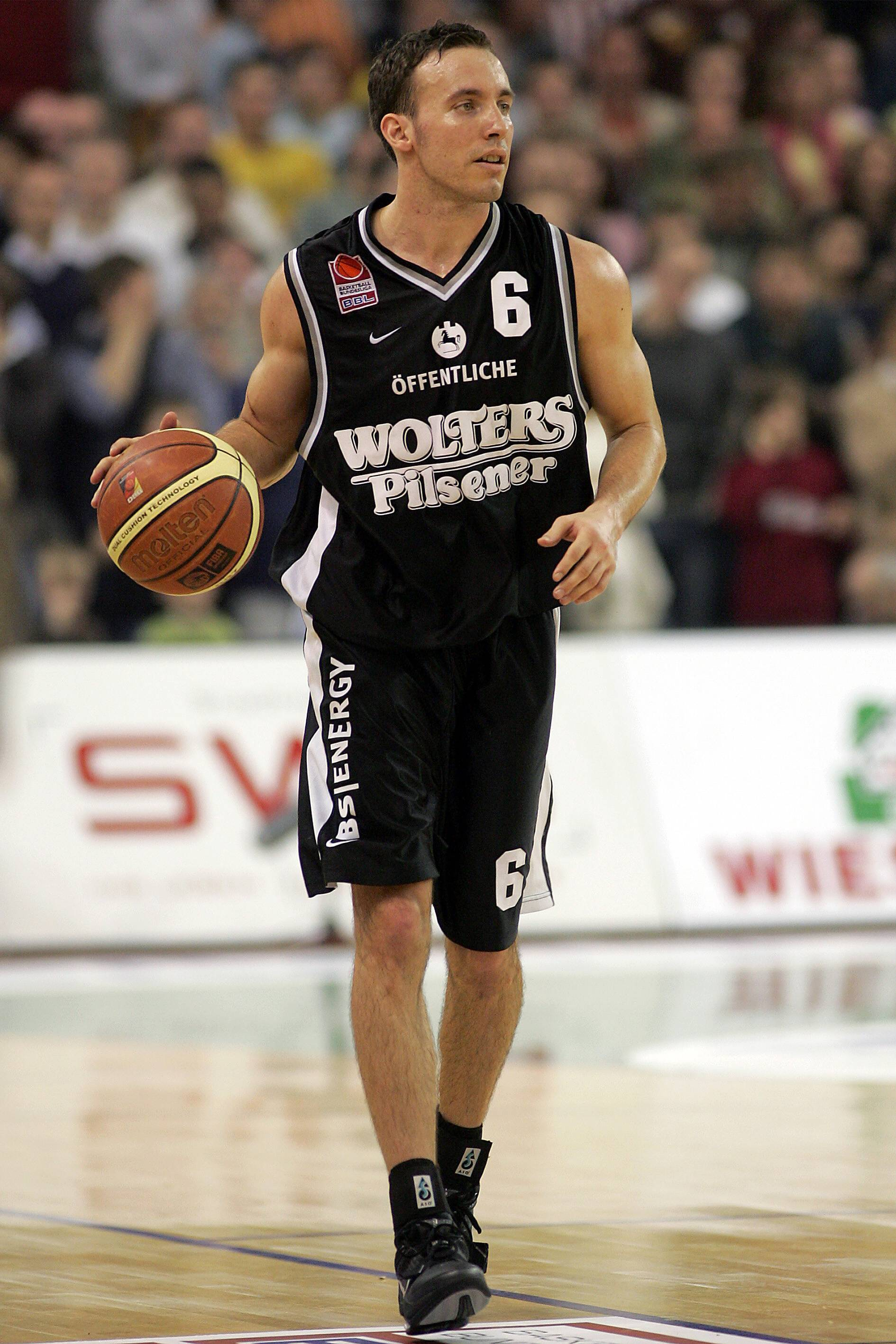
Pete Lisicky
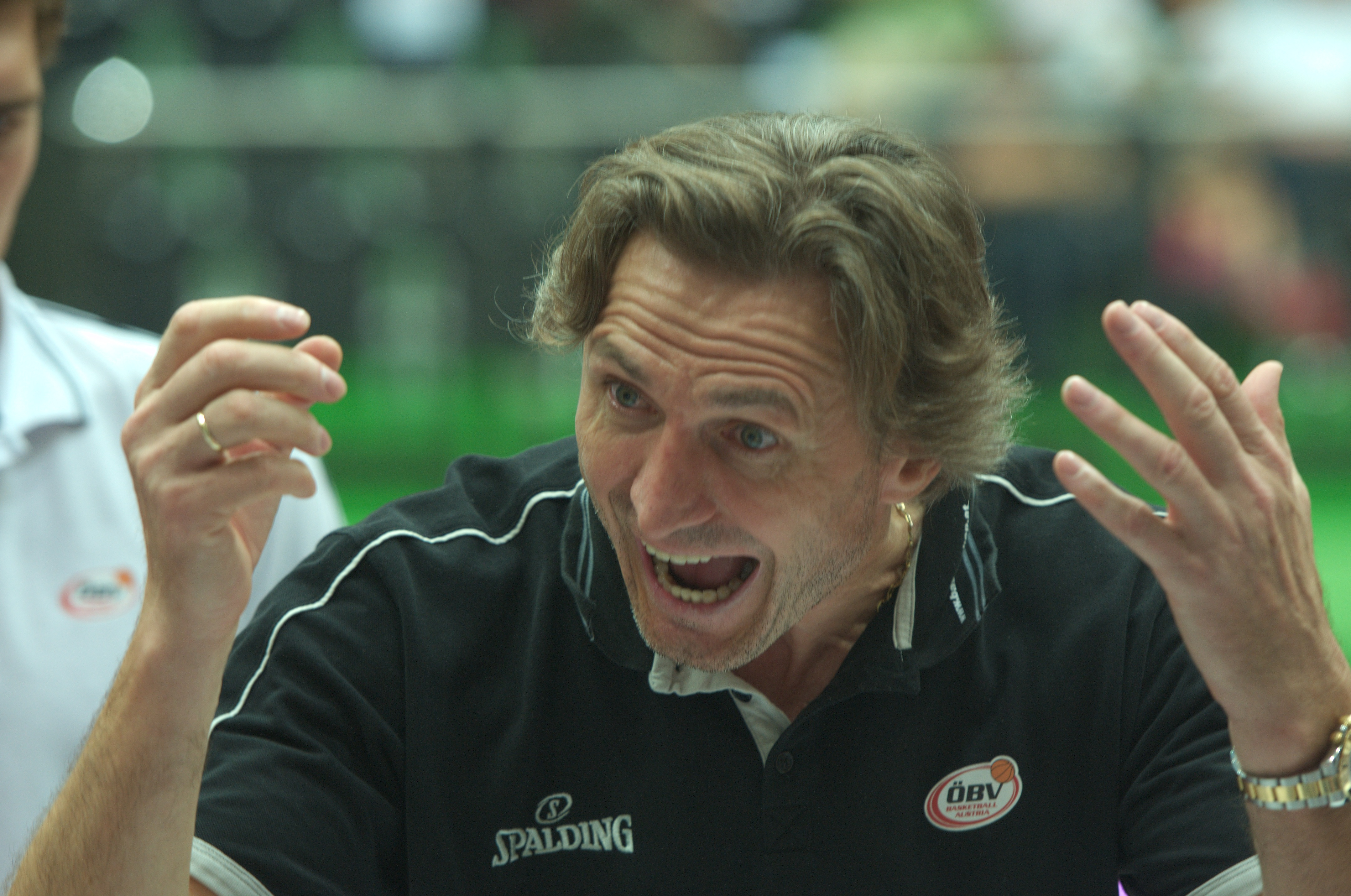
Neno Asceric

## Erfolge
National
- Französischer Meister (4): 1951, 1953, 1954, 1997